# Municipio de German (Illinois)
El municipio de German (en inglés: German Township) es un municipio ubicado en el condado de Richland en el estado estadounidense de Illinois. En el año 2010 tenía una población de 341 habitantes y una densidad poblacional de 3,48 personas por km².

## Geografía
El municipio de German se encuentra ubicado en las coordenadas 38°47′56″N 87°58′21″O / 38.79889, -87.97250. Según la Oficina del Censo de los Estados Unidos, el municipio tiene una superficie total de 98.02 km², de la cual 97,96 km² corresponden a tierra firme y (0,05 %) 0,05 km² es agua.

## Demografía
Según el censo de 2010, había 341 personas residiendo en el municipio de German. La densidad de población era de 3,48 hab./km². De los 341 habitantes, el municipio de German estaba compuesto por el 98,24 % blancos, el 0,29 % eran de otras razas y el 1,47 % eran de una mezcla de razas. Del total de la población el 3,23 % eran hispanos o latinos de cualquier raza.